# Mælkeurt-familien
Mælkeurt-familien (Polygalaceae) er en familie med 18 slægter og over 900 arter (nedenfor nævnes kun den ene slægt, som er hårdfør i Danmark). Det er træer, buske, stauder og enkelte lianer fra de tropiske og tempererede egne af verden.
| Slægter |

- Atroxima
- Badiera
- Balgoya
- Barnhartia
- Bredemeyera
- Carpolobia
- Comesperma
- Diclidanthera
- Epirhizanthes
- Eriandra
- Monnina
- Moutabea
- Muraltia
- Nylandtia
- Mælkeurt (Polygala)
- Salomonia
- Securidaca
- Xanthophyllum